# Flüssigei
Flüssigei ist die aus Eiern gewonnene Flüssigmasse. Für gewöhnlich werden für die Herstellung pasteurisierte Hühnereier verwendet. Das Flüssigei wird entweder getrennt, als Flüssigeiklar und Flüssigeigelb, oder als Flüssigvollei produziert. In der industriellen Lebensmittelproduktion ist es ein häufiger Bestandteil von Nudeln, Backwaren und Mayonnaisen (Eigelb). Die üblichen Gebindegrößen reichen vom 1-Liter-Tetrapak über Kanister bis zu Tankwagen.
Um mikrobielle Risiken zu verringern, kann Flüssigei neben der Pasteurisierung auch mit einer anderen keimhemmenden oder -tötenden Methoden (Zusatz von Kochsalz oder Konservierungsstoffen: Benzoesäure, Sorbinsäure) behandelt werden. Dabei werden auch die resistenten Salmonellen (Salmonella paratyphi) inaktiviert. Flüssigei kann bis zu sechs Wochen bei 4 °C gelagert werden.

## Flüssigei-Skandal
Der Flüssigei-Skandal im Jahr 1985 führte zu einer Krise bei deutschen Nudelherstellern. Das Stuttgarter Regierungspräsidium unter Regierungspräsident Manfred Bulling warnte damals vor „mikrobiell verseuchten“ Produkten. Der Vorwurf betraf unter anderem den deutschen Nudelhersteller Birkel, der vor Gericht auf Schadenersatz klagte. Der Rechtsstreit zog sich jahrelang hin. Das Gericht stellte fest, dass das Land Baden-Württemberg massive Fehler begangen habe, und rehabilitierte Birkel vollständig. Birkel wollte ursprünglich 43,2 Millionen Mark (nach heutigem Wert etwa 47 Mio. Euro) als Schadensersatzsumme vom Land. Man einigte sich 1991 schließlich auf 12,75 Millionen Mark (nach heutigem Wert etwa 13 Mio. Euro), die das Land zu zahlen habe.
Nach späteren Pressemeldungen sollen tatsächlich mikrobielle Verunreinigungen vorgelegen haben, die durch das Zusammenwirken von Unternehmen, einem beteiligten Gutachter und der damaligen Landesregierung verschleiert wurden. Aus Unterlagen, die dem Stern vorlagen, ergaben sich Hinweise darauf, dass in Birkel-Produkten tatsächlich befruchtete und bebrütete Eier sowie Schmutzeier und auch Schlachtabfälle verarbeitet worden waren.